# کلیزویل (ویرجینیای غربی)
کلیزویل (به انگلیسی: Claysville) یک منطقهٔ مسکونی در ایالات متحده آمریکا است که در شهرستان مینرال، ویرجینیای غربی واقع شده‌است.